# Unione dei comuni Colline del Medio Vomano
L'unione dei comuni Colline del Medio Vomano è una unione di comuni che nasce dall'accordo tra sette comuni italiani della provincia di Teramo.
Il suo territorio, sito a sud del capoluogo provinciale Teramo, racchiude gran parte della Valle del Vomano. Ne fanno parte i comuni di Basciano, Canzano, Castellalto, Cellino Attanasio, Cermignano, Morro d'Oro e Penna Sant'Andrea; l'unione comprende un'area di 179,9 km² nella quale risiedono 20 370 abitanti.

## Storia
L'unione, istituita nell'anno 2011, è un ente locale di secondo grado, costituito e disciplinato dal decreto legislativo 18 agosto 2000, n. 267 che recepisce la legge 3 agosto 1999, n. 265, in particolare l'articolo 32, al fine di mettere in comunione l'esercizio di una pluralità di funzioni e servizi. L'ente è dotato di personalità giuridica ed è governato da un presidente, da una giunta costituita da tutti i sindaci dei comuni aderenti e da un consiglio composto da una rappresentanza dei consigli comunali e dai sindaci stessi.

## Funzioni
I comuni aderenti hanno affidato all'unione i servizi dell'intero ciclo dei rifiuti urbani, tutela e promozione degli ambienti montani, attività e servizi sociali, centrale unica di committenza per i lavori e forniture dei singoli comuni e servizi di prossimità.

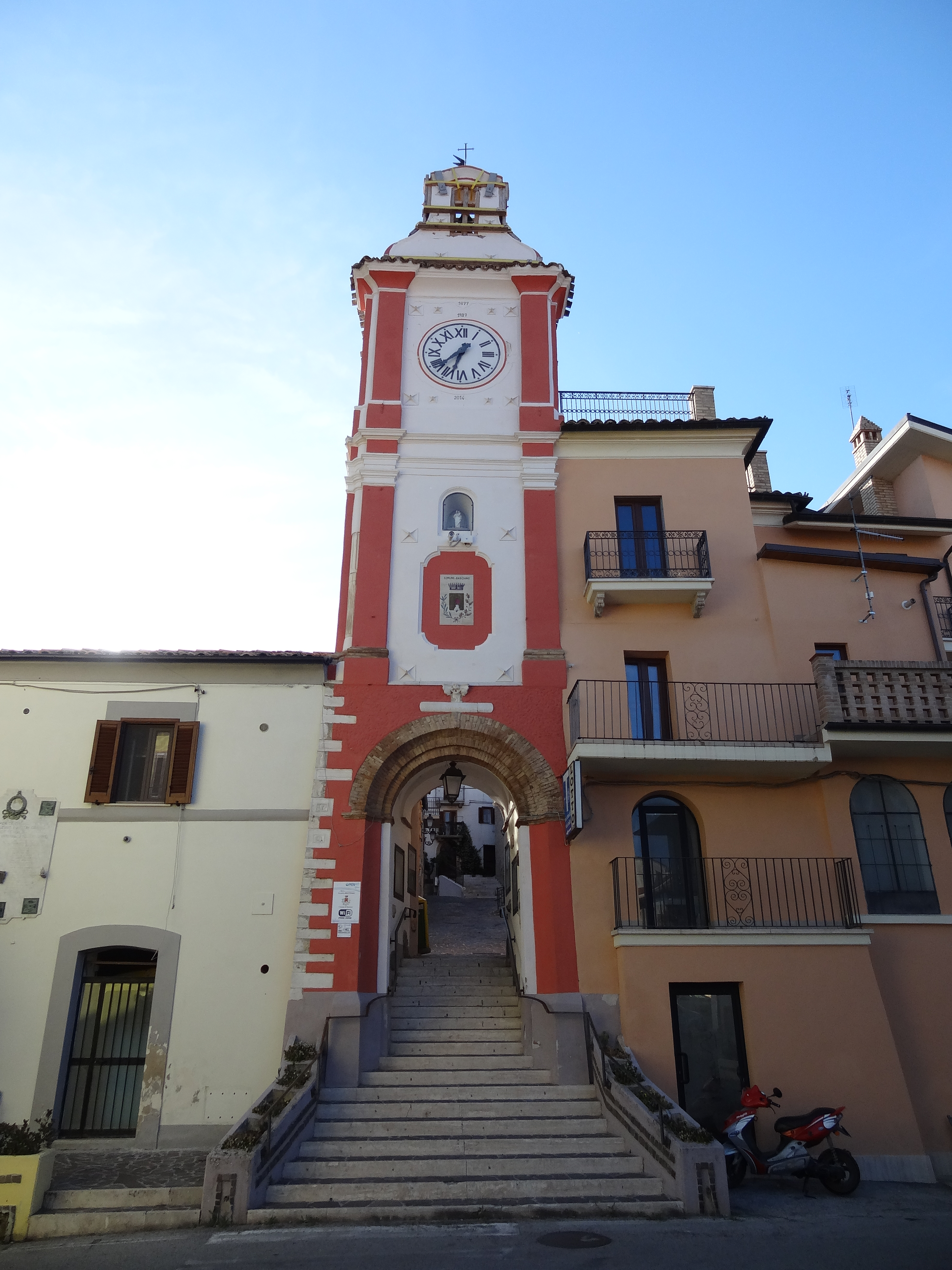
Porta Penta a Basciano
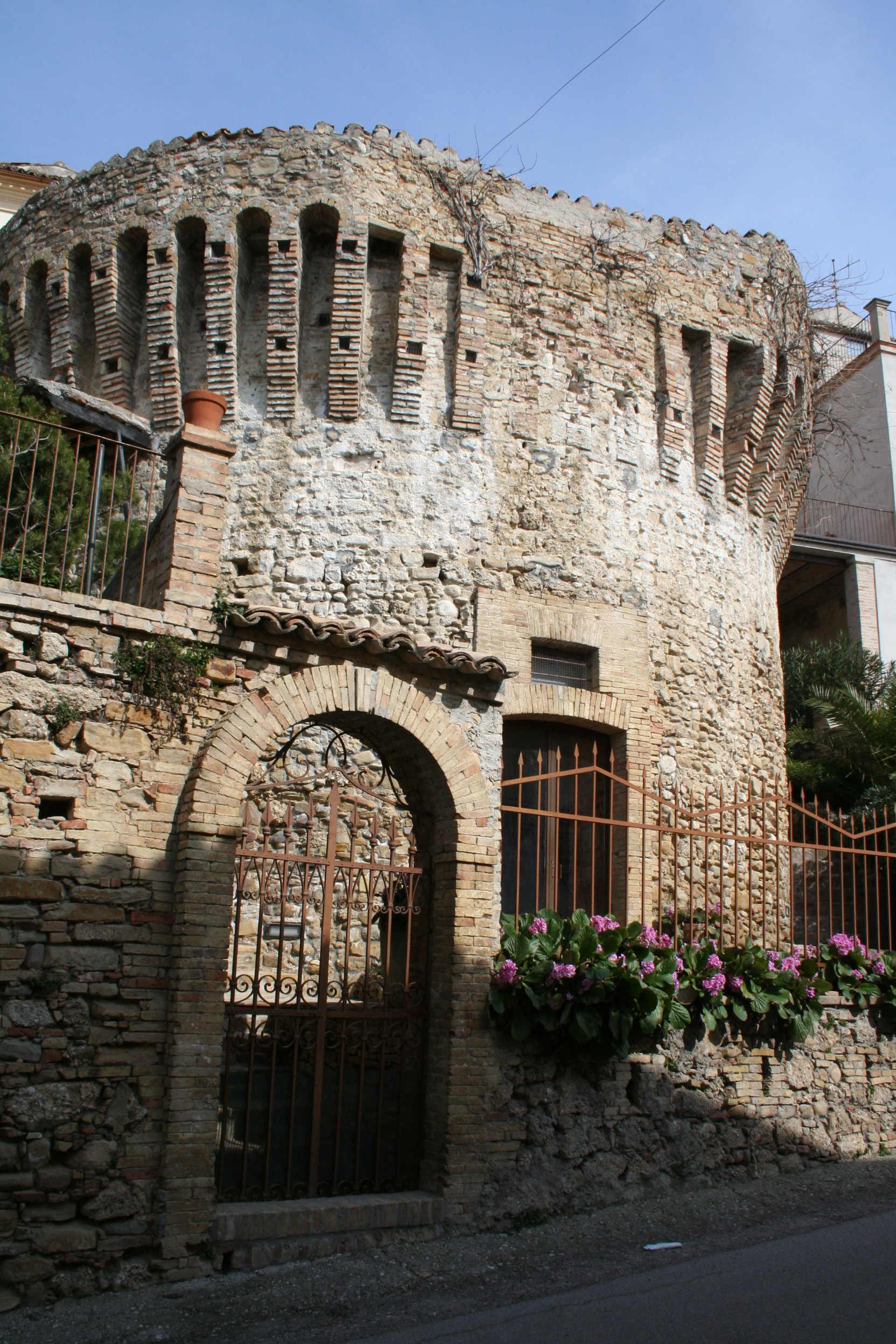
Il torrione medievale di Canzano
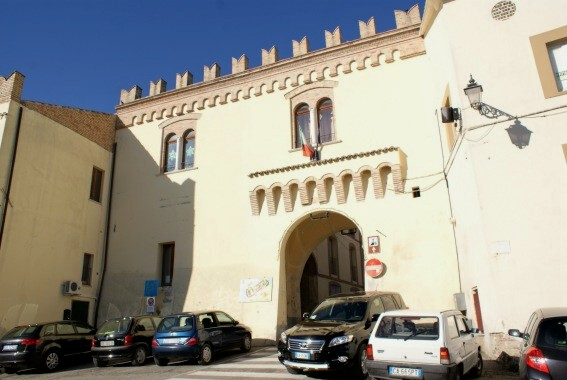
Castellalto
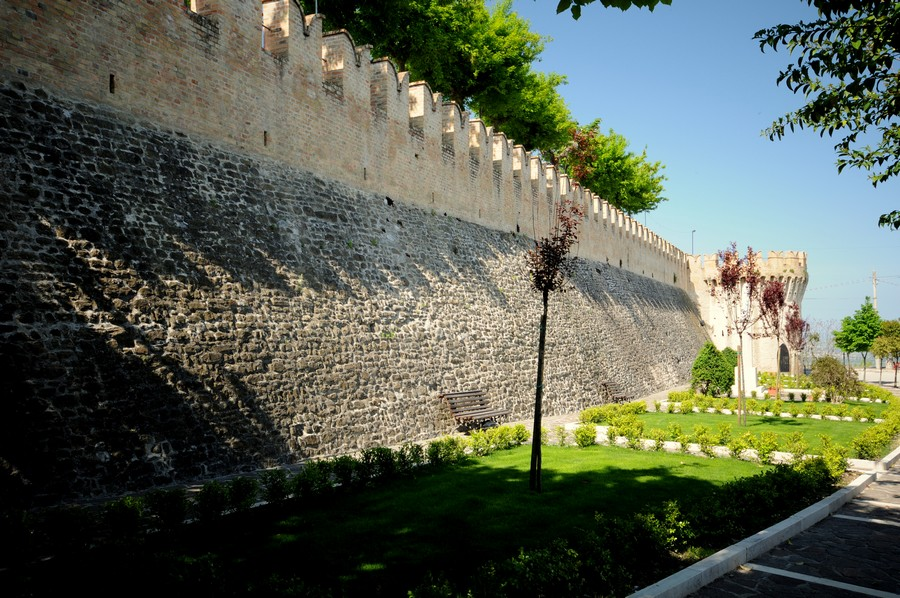
La cinta muraria di Cellino Attanasio.
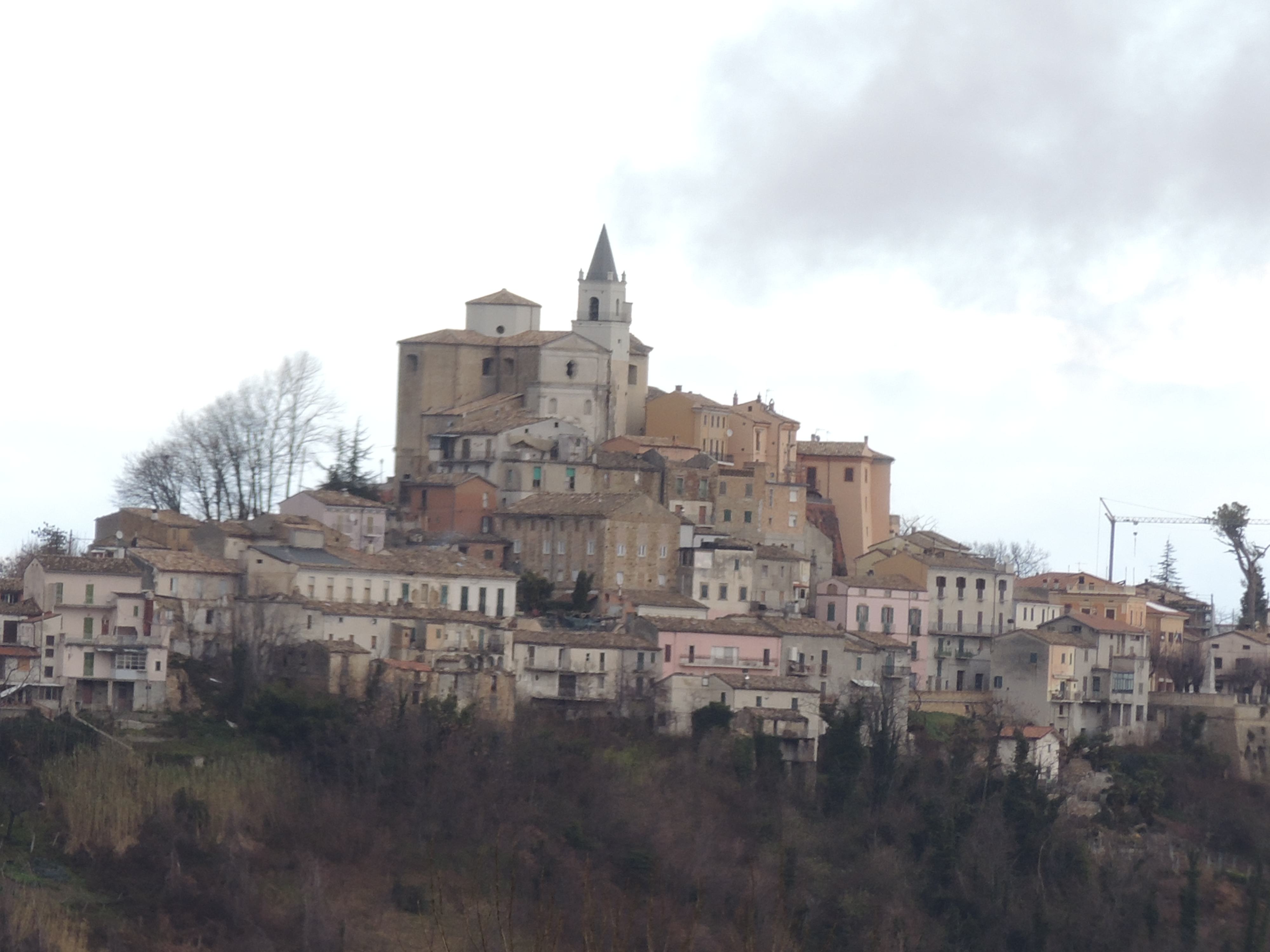
Cermignano
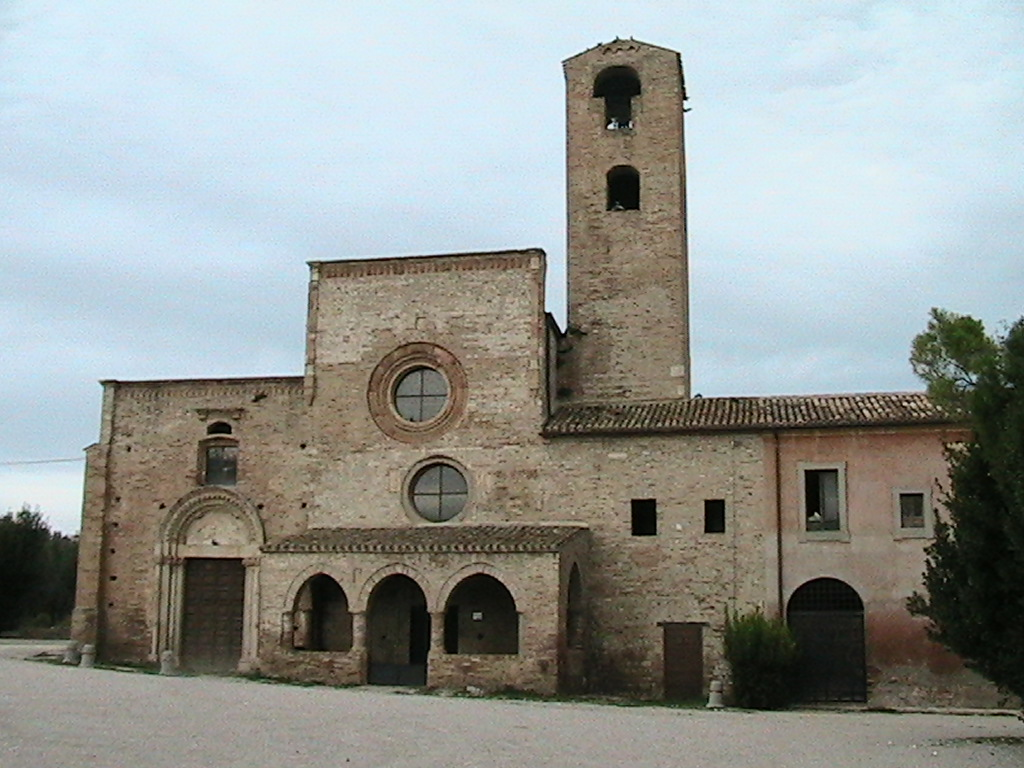
La chiesa di Santa Maria di Propezzano a Morro d'Oro.